# Dom przy placu Saint-Philibert (Charlieu)
Dom przy placu Saint-Philibert (Charlieu) – dom wzniesiony w XVI wieku w Charlieu we Francji. Od 1928 roku posiada status monument historique, w kategorii classé MH (zabytek o znaczeniu krajowym).

## Lokalizacja
Dom jest zlokalizowany na terenie miejscowości Charlieu przy 19 place Saint-Philibert i rue des Moulins, w departamencie Loara, w regionie Auvergne-Rhône-Alpes.

## Opis i historia
Dom został wzniesiony w XVI wieku.  
Parter domu był przeznaczony na cele handlowe. Duże wykusze z niskimi łukami wychodziły na ulicę. W domu rzeźnika na Place Saint-Philibert schody znajdują się za małymi drzwiami po lewej stronie. Wewnętrzny otwór, przez który można było dostać się do rzeźni, jest nadal widoczny.  

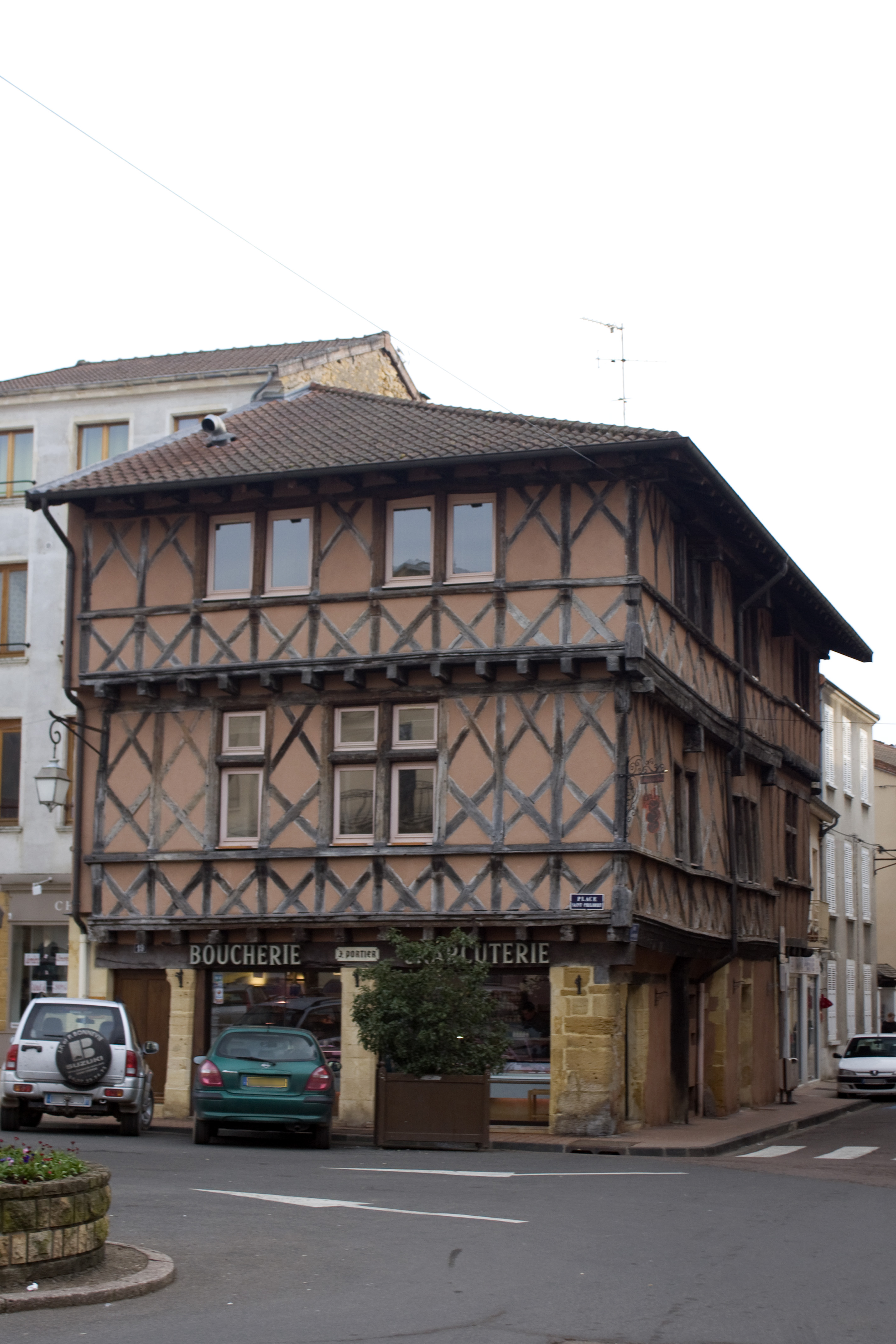
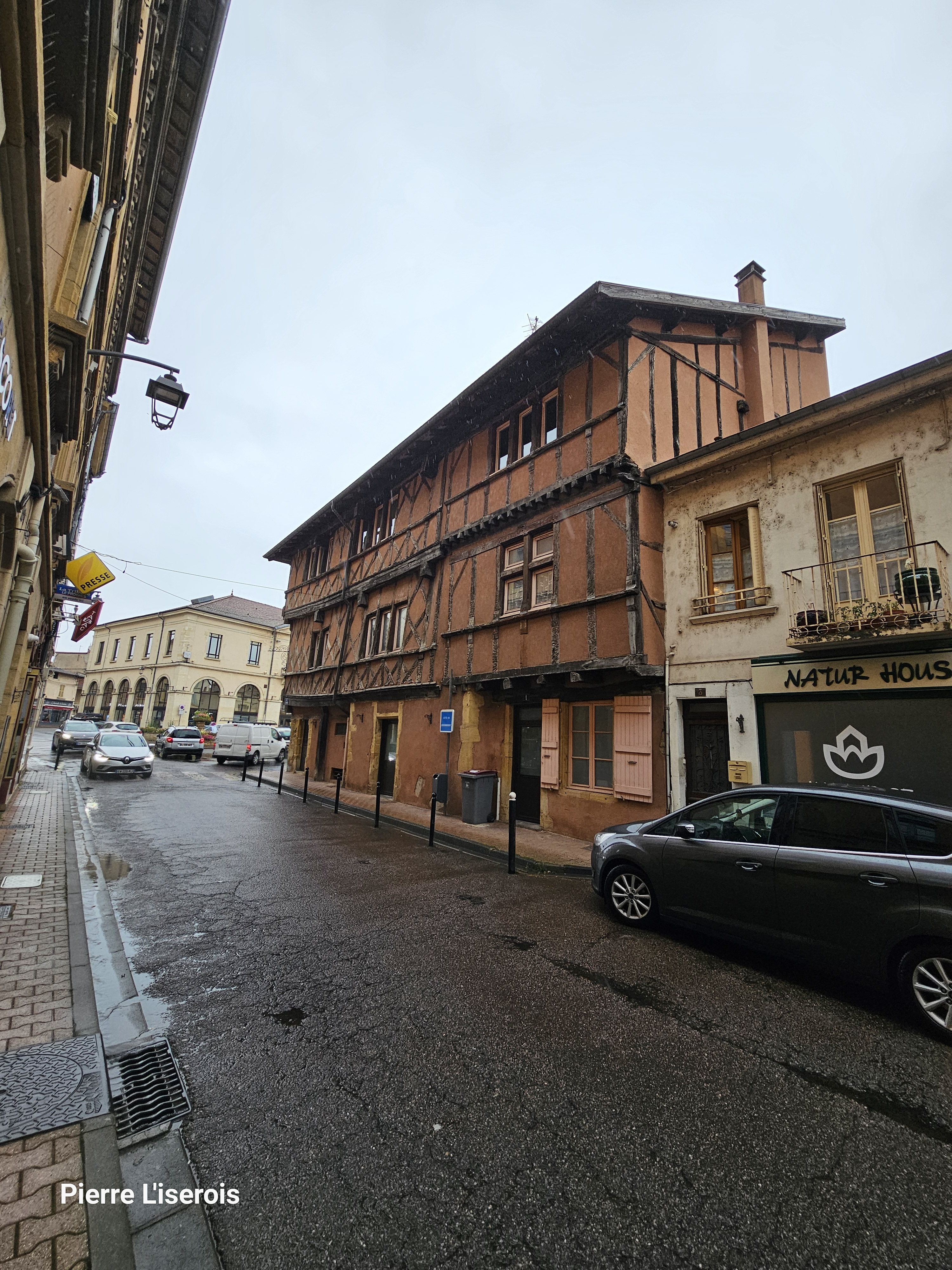
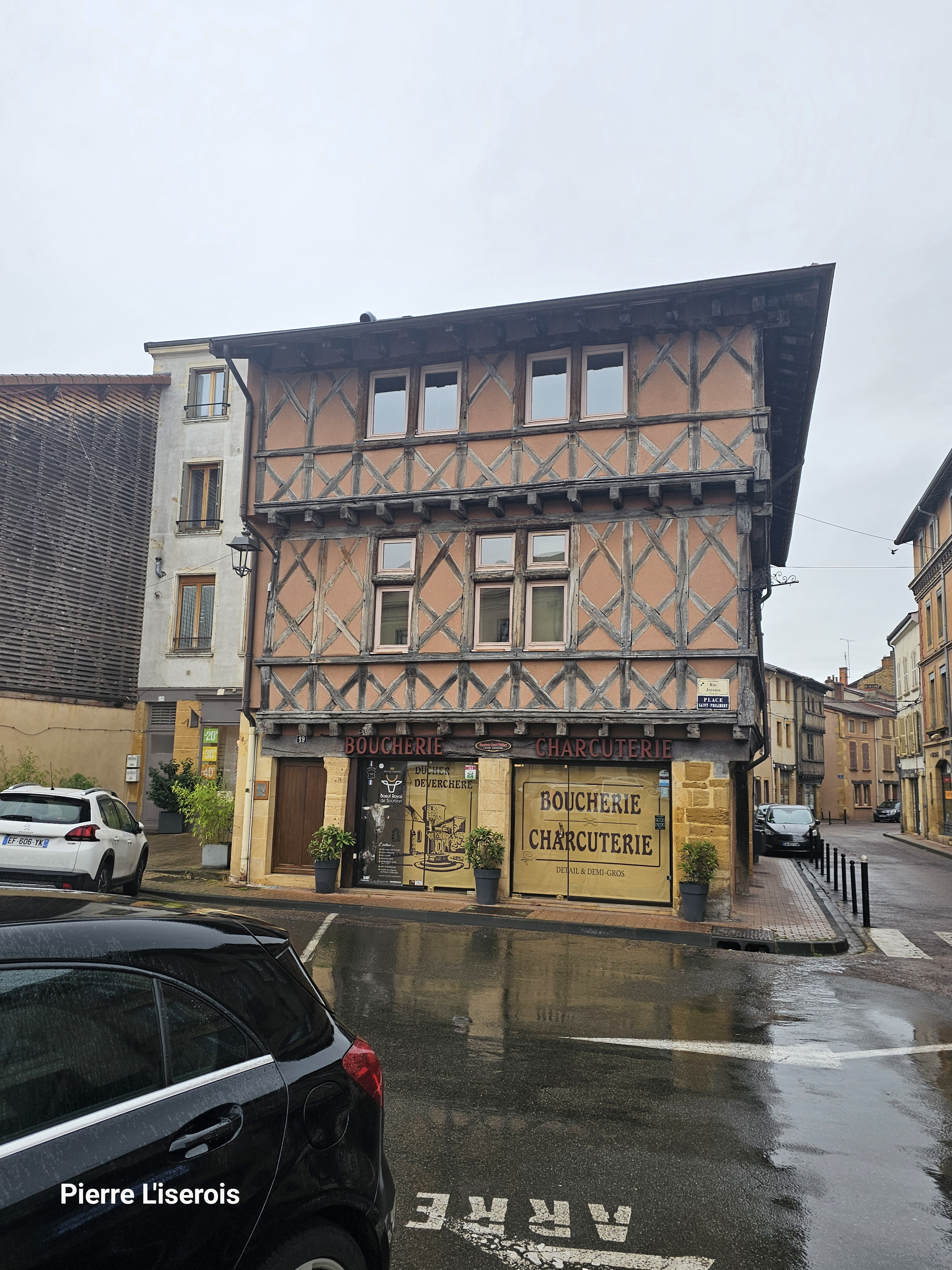
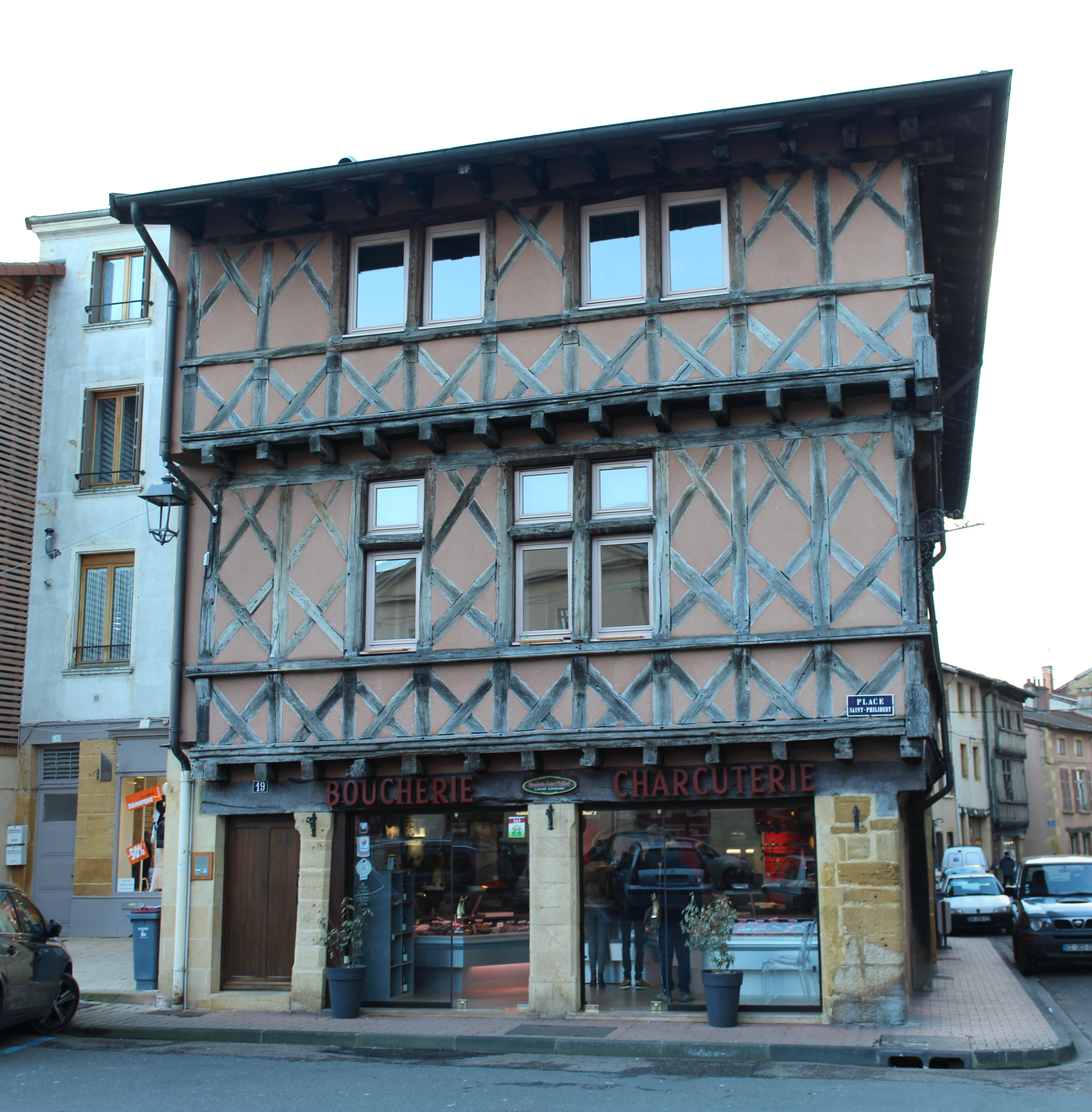